# Julie Croteau
Pour les articles homonymes, voir Croteau.
Julie Croteau, née le 4 décembre 1970 à Berkeley (Californie), est une ancienne joueuse de baseball devenue entraîneur.

## Biographie

### Joueuse
Native de Californie, Julie Croteau grandit en Virginie dans le Comté de Prince William. C'est là qu'elle commence la pratique du T-ball, forme de baseball adapté pour les jeunes enfants, avant d'intégrer deux ans plus tard la Little League. Elle poursuit sa progression en passant notamment par la Babe Ruth League de 16 à 18 ans.
En 1987, elle intente un procès pour avoir le droit de jouer avec l'équipe masculine de son lycée, les Osborn Park Yellow Jackets. Elle perd ce procès. Elle effectue ses études universitaires au St. Mary's College of Maryland (Division III de la NCAA) ou elle évolue trois saisons (1989-1991) avec l'équipe masculine de baseball, attirant l'attention médiatique. Le gant qu'elle utilise durant ces saisons est exposé en permanence au Baseball Hall of Fame.
En 1992, elle fait une appararition dans le film Une équipe hors du commun (A League of Their Own) puis termine ses études universitaires en 1992-93 au St. Mary's College of Maryland sans chercher à jouer au baseball dans l'équipe de l'université. Après le succès du film Une équipe hors du commun, le brasseur Coors décide de financer une équipe professionnelle de baseball féminin : les Colorado Silver Bullets. Croteau abandonne son projet de devenir avocate et tente l'aventure. Les Silver Bullets restent en activité quatre saisons de 1994 à 1997 mais Julie Croteau les quitte après la première saison pour rejoindre les Maui Stingrays en Winter Baseball League où elle joue avec les hommes. 

### Entraîneuse
Elle entame alors une carrière d'entraîneur et devient en 1996 la première femme entraîneur d'une équipe de Division I de la NCAA à l'Université du Massachusetts. 
Elle est nommée sélectionneur de l'équipe féminine de baseball des États-Unis en 2004. Sous sa conduite, l'équipe remporte les Coupes du monde 2004 et 2006 et s'apprête à disputer l'édition 2008 au Japon en août 2008.